# Аль-Мінаа
«Аль-Мінаа» (араб. نادي الميناء الرياضي) — іракський футбольний клуб з міста Басра, який заснований у 1931 році, та грає у Прем'єр-лізі Іраку.

## Історія
Футбольний клуб «Аль-Мінаа» був заснований у 1931 році британськими моряками та робітниками, які служили в морській транспортній компанії в Басрі на території підмандатного Іраку. З часу створення команда грала в регіональній лізі Басри, де була найуспішнішою командою, а з 1973 року грала в загальнонаціональному чемпіонаті Іраку. У 70-х роках був найкращий період в історії клубу, команда знаходилась на верхніх щаблях турнірної таблиці, а в сезоні 1977—1978 років виграла чемпіонський титул. Пізніше результати команди дещо погіршились, що було пов'язано з військовими конфліктами в регіоні, проте на початку ХХІ століття команда знову повернула собі титул однієї з кращих команд Іраку, та двічі грала в груповому турнірі Ліга чемпіонів АФК. Пізніше команда навіть вибула з вищого дивізіону, проте за підсумками сезону 2022—2023 років повернулась до Прем'єр-ліги.

## Досягнення
- Чемпіон Іраку (1): 1977—1978